# Josh Reddick
William Joshua Reddick (né le 19 février 1987 à Savannah, Géorgie, États-Unis) est un voltigeur des Astros de Houston de la Ligue majeure de baseball. 

## Carrière

### Red Sox de Boston
Après des études secondaires à la South Effingham High School de Guyton (Géorgie), Josh Reddick suit des études supérieures au Middle Georgia College.
Il est repêché le 6 juin 2006 par les Red Sox de Boston au 17e tour de sélection. Il perçoit une prime de 140 000 dollars à la signature de son premier contrat professionnel le 8 août 2006. 
Reddick passe deux saisons en Ligues mineures avant d'effectuer ses débuts en Ligue majeure le 31 juillet 2009.
Le lendemain lors de son second match sanctionné par une victoire 4-0 des Red Sox sur les Orioles de Baltimore, Reddick connaît un match de deux coups sûrs en quatre présences au bâton, obtenant son premier coup sûr dans en majeures aux dépens du lanceur David Hernandez. Le 2 août, toujours contre les Orioles, il connaît un second match de suite de deux coups sûrs et claque son premier circuit en carrière, contre le lanceur Brian Bass.

### Athletics d'Oakland

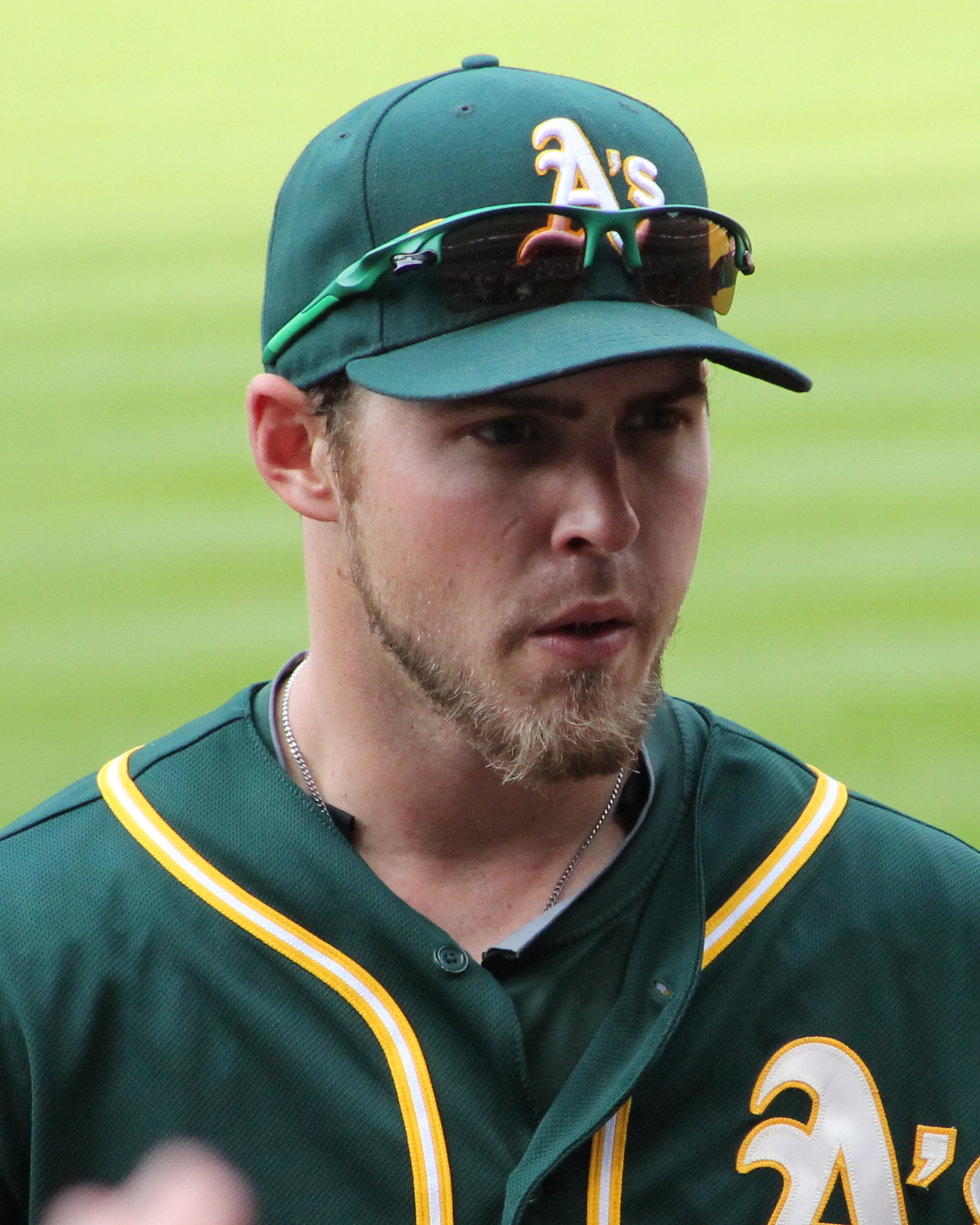
Josh Reddick en 2014 avec les Athletics d'Oakland.

Le 28 décembre 2011, les Red Sox transfèrent Reddick et deux joueurs des ligues mineures, le joueur de premier but Miles Head et le lanceur droitier Raúl Alcántara, aux Athletics d'Oakland en retour du stoppeur Andrew Bailey et du voltigeur Ryan Sweeney.

#### Saison 2012
En 2012, il remporte un Gant doré pour souligner son jeu défensif au champ extérieur. Il est le premier voltigeur des A's à le recevoir depuis Dwayne Murphy en 1985. Pour la première fois de sa carrière, il est considéré au titre de joueur par excellence de la Ligue américaine, recevant quelques votes pour terminer 15e du scrutin annuel désignant le lauréat de ce prix convoité. Il aide les Athletics à remporter le titre de la division Ouest avec un nouveau record personnel de 148 coups sûrs en 156 matchs, 85 points produits et autant de points marqués. Il entre dans le top 10 de la Ligue américaine avec 32 circuits et 66 coups sûrs de plus d'un but.

#### Saison 2013
En 2013, il dispute 116 parties, frappe 12 circuits et produit 52 points. Sa moyenne au bâton passe de ,242 l'année précédente à ,226. Sa moyenne de puissance (qui passe de ,463 en 2012 à ,379 en 2013) souffre particulièrement de blessures récurrentes au poignet qui nuisent à son élan au bâton et l'envoient deux fois sur la liste des joueurs blessés. Il frappe par conséquent moins de circuits, à l'exception d'une brève, mais spectaculaire, séquence en août : après avoir été privé de coup sûr dans 20 présences au bâton consécutives, il connaît le 9 août 2013 contre Toronto le premier match de 3 circuits de sa carrière, puis en ajoute deux le lendemain après-midi dans le match suivant contre la même équipe. Ces 5 longues balles en font le 23e joueur de l'histoire du baseball et le premier depuis Travis Hafner en 2004 pour Cleveland à frapper autant de circuits en deux matchs consécutifs.

#### Saison 2014
Décidé à faire oublier en 2014 la décevante saison qui avait précédé, Reddick rejoint les A's au printemps après avoir subi une intervention chirurgicale au poignet droit en octobre précédent, Reddick frappe pour une moyenne au bâton de ,264 avec 12 circuits, ce qui égale son total de l'année précédente. Il produit 54 points. Cette fois, c'est le genou droit qui le fait souffrir et il ne dispute que 109 matchs sur les 162 de son club en 2014. Pour la 3e saison consécutive, Oakland se qualifie en séries éliminatoires et Reddick fait quelque peu oublier ses performances des deux années précédentes, où il n'avait obtenu au total que 6 coups sûrs en 34 présences au bâton. Dans le match de meilleur deuxième de la Ligue américaine qui oppose en 2014 les Athletics aux Royals de Kansas City le 30 septembre, il passe 6 fois au bâton, frappe deux simples et soutire deux buts-sur-balles. Avec son club en retard d'un point en 12e manche, il ouvre les hostilités avec un but-sur-balles et atteint éventuellement le troisième but, mais ses coéquipiers le laissent moisir en position de marquer et le duel sans lendemain se termine sur l'élimination d'Oakland.

### Dodgers de Los Angeles
Le 1er août 2016, Reddick est échangé aux Dodgers de Los Angeles en compagnie du lanceur Rich Hill contre trois jeunes lanceurs (Frankie Montas, Grant Holmes et Jharel Cotton).

### Astros de Houston
Le 23 novembre 2016, Reddick signe un contrat de 52 millions de dollars pour 4 ans avec les Astros de Houston.
Il maintient une moyenne au bâton de ,314 à sa première année à Houston en 2017.
En Série de championnat 2017 de la Ligue américaine, Reddick doit patienter jusqu'à son second tour au bâton du 7e match pour obtenir son premier coup sûr de la série des Astros face aux Yankees de New York. Blanchi à ses 22 premières présences au bâton, il égale le record peu enviable de la plus longue séquence sans coup sûr (0 en 22) dans une série éliminatoire, rééditant la performance de Dal Maxvill de Saint-Louis lors de la Série mondiale 1968 face à Détroit,.

## Statistiques
| Saison | Équipe             | G    | AB   | R   | H   | 2B  | 3B | HR  | RBI | SB | BA   |
| ------ | ------------------ | ---- | ---- | --- | --- | --- | -- | --- | --- | -- | ---- |
| 2009   | Boston             | 27   | 59   | 5   | 10  | 4   | 0  | 2   | 4   | 0  | .169 |
| 2010   | Boston             | 29   | 62   | 5   | 12  | 3   | 1  | 1   | 5   | 1  | .194 |
| 2011   | Boston             | 87   | 254  | 41  | 71  | 18  | 3  | 7   | 28  | 1  | .280 |
| 2012   | Oakland            | 156  | 611  | 85  | 148 | 29  | 5  | 32  | 85  | 11 | .242 |
| 2013   | Oakland            | 114  | 385  | 54  | 87  | 19  | 2  | 12  | 56  | 9  | .226 |
| 2014   | Oakland            | 109  | 363  | 53  | 96  | 16  | 7  | 12  | 54  | 1  | .264 |
| 2015   | Oakland            | 149  | 526  | 67  | 143 | 25  | 4  | 20  | 77  | 10 | .272 |
| 2016   | Oakland LA Dodgers | 115  | 398  | 53  | 112 | 17  | 1  | 10  | 37  | 8  | .281 |
| 2017   | Houston            | 134  | 477  | 77  | 150 | 34  | 4  | 13  | 82  | 7  | .314 |
| 2018   | Houston            | 134  | 433  | 63  | 105 | 13  | 2  | 17  | 47  | 7  | .242 |
| Totaux | Totaux             | 1054 | 3568 | 503 | 934 | 178 | 29 | 126 | 475 | 55 | .262 |

Note : G = Matches joués ; AB = Passages au bâton; R = Points ; H = Coups sûrs ; 2B = Doubles ; 3B = Triples ; 
HR = Coup de circuit ; RBI = Points produits ; SB = Buts volés ; BA = Moyenne au bâton.